# فمرنبلت
کمربند ساحلی فمرنبلت (به آلمانی: Fehmarnbelt) در شمال جزیره فهمارن آلمان قرار دارد . کمربند فمرنبلت میان دریاچه‌های داخلی نوردلیچر بین و تنگه فمهارن واقع شده است . کمربند ساحلی یک از منطقه طبیعت حفاظت‌شده و تفرج‌گاه‌های برهنگان در آلمان است . 

## دسترسی
- تونل فهمارن که از زیر تنگه فهمارن عبور کرده است .
- ایستگاه قطار پوتگارتن